# Стокс (Квинсленд)
Стокс (англ. Stokes) — населённый пункт в районе Карпентария, севро-запад Квинсленда, Австралия. В 2016 году население Стокса составило 84 человека.

## Название
Своё название населённый пункт получил в честь офицера военно-морского флота Великобритании, Джона Лорта Стокса.

## География
Стокс находится на северо-западе Квинсленда, в 130 км к юго-западу от районного центра Нормантон.

## Демография
По данным переписи 2016 года, население Стокса составило 84 человека. Из них 56,5 % мужчин, а 43,5 % — женщин. Средний возраст населения составлял 34 года. Среднее количество человек в семье составляло 2.1.